# Лафман, Боб
Боб Лафман (англ. Bob Loughman Weibur; род. 8 марта 1961, о. Танна) — политический и государственный деятель Вануату, 12-й премьер-министр Республики Вануату с 20 апреля 2020 по 4 ноября 2022 года.

## Биография
Член партии Вануаку. На всеобщих выборах 6 июля 2004 года был впервые избран депутатом парламента Вануату от острова Танна.
Переизбирался в парламент в 2004, 2008, 2012, 2016 и 2020 годах. В марте 2013 года, после смены правительства, новый премьер-министр Моана Каркассес Калосил назначил его министром образования (2013—2015). Как и другие члены партии Вануаку, 15 мая 2014 года участвовал в свержении правительства Каркассеса. Новый премьер-министр Джо Натуман сохранил за Б. Лофманом кресло министра образования . Ушёл в отставку 11 июня 2015 года, после вотума недоверия правительству Джо Натумана.
В 2018 году Лофман стал лидером партии Вануаку. Был заместителем премьер-министра, министром туризма, торговли и бизнеса Вануату (2018—2019).
20 апреля 2020 года занял пост премьер-министра Вануату.
В августе 2022 года президент Вануату избежал нового вотума недоверия, распустив парламент в кратчайшие сроки.